# Tyrone Nash
Tyrone Sidney Nash (* 24. September 1988 in Queens, New York) ist ein US-amerikanischer Basketballspieler.

## Karriere
Zum Studium ging Nash an die University of Notre Dame nach Indiana und spielte dort von 2007 bis 2011 für die Hochschulmannschaft Fighting Irish in der damaligen Big East Conference der NCAA. In seinem letzten College-Jahr brachte er es auf durchschnittlich 9,5 Punkte und 5,9 Rebounds pro Spiel. Im Sommer 2011 unterschrieb Nash einen Vertrag bei den Walter Tigers Tübingen, die in der deutschen Basketball-Bundesliga spielen. Dort legte er in seiner Rookie-Saison 9,5 Punkte und 5,4 Rebounds auf. Er entschied sich, seinen Vertrag für zwei weitere Saisons bei den Walter Tigers Tübingen zu verlängern. Im Januar 2013 nahm er im Rahmen des BBL All-Star Games am Slam-Dunk-Contest teil. Nachdem Tübingen zwei Jahre lang glücklos beim Kampf um einen Platz in den Play-offs um die Meisterschaft war, belegte man in der Saison 2013/14 lange Zeit einen Abstiegsplatz. Erst mit einem Sieg am letzten Spieltag sicherte man sich endgültig den Klassenerhalt.
Zur folgenden Saison 2014/15 verließ Nash die Tübinger und wechselte wie sein bisheriger Mannschaftskamerad Daequan Cook nach Frankreich in die dortige LNB Pro A zum Erstliga-Neuling SPO Rouen Basket aus Rouen, der vom Verband eine Wildcard zum Start in der höchsten Spielklasse erhalten hatte. Im Sommer 2014 wurde während der NBA Summer League, in der Nash für die New Orleans Pelicans hätte spielen sollen, ein Ermüdungsbruch festgestellt und noch vor dem Saisonbeginn wurde sein Vertrag in Rouen wieder ausgesetzt, bevor der Vertrag im Januar 2015 schließlich doch auflebte und Nash noch elf Einsätze hatte, als Rouen auf dem viertletzten Tabellenplatz den Klassenerhalt erreichte.
Im Sommer 2015 holte sich Nash weitere Spielpraxis in der Dominikanischen Republik, als er für die Leones in der Hauptstadt Santo Domingo spielte. Danach kehrte Nash nach Deutschland zurück und spielte in der Basketball-Bundesliga 2015/16 für die Löwen aus Braunschweig, die sich gegenüber der Vorsaison nur unwesentlich um einen Platz verschlechterten und am Saisonende auf dem zehnten Platz den Einzug in die Play-offs erneut nur knapp um einen Sieg verpassten.
Zur folgenden Saison 2016/17 ging Nash erstmals nach Israel, wo er für Ironi aus Naharija in der national höchsten Spielklasse Ligat ha’Al spielte. Die Premierensaison der Basketball Champions League 2016/17 erreichte die Mannschaft nach Siegen in der Qualifikation über den belarussischen Meister Zmoki Minsk, bevor man in der Hauptrunde unter anderem hinter dem deutschen Vertreter Fraport Skyliners nur den sechsten Platz seiner Vorrundengruppe erzielte. Nach dieser Platzierung konnte die Mannschaft noch im FIBA Europe Cup 2016/17 weiterspielen, wo es im K.-o.-System im Achtelfinale weiterging. Nachdem die Mannschaft über den türkischen Vertreter Gaziantep Basketbol gesiegt hatte, verlor man im Viertelfinale dem deutschen Vertreter Telekom Baskets Bonn. In der israelischen Meisterschaft erzielte Naharija mit 18 die gleiche Anzahl Siege in der regulären Saison wie in der Vorsaison, doch es reichte diesmal nur zum sechsten Platz statt dem vierten und die Mannschaft büßte dadurch das Heimrecht im Auftaktspiel der Viertelfinal-Play-offs um die Meisterschaft ein. Anders als in der Vorsaison, als man trotz Heimrecht sieglos gegen Hapoel Eilat geblieben war, gewann Naharija die ersten beiden Play-off-Spiele gegen Hapoel Jerusalem. Anschließend verlor man jedoch die folgenden drei Spiele und schied aus, während Hapoel Jerusalem auch im Final-Four-Turnier um die Meisterschaft siegreich blieb und seine zweite Meisterschaft gewann.
Zur folgenden Saison bekam Nash zunächst einen Vertrag in der Türkei, wo er in Akhisar für den örtlichen Verein in der zweithöchsten türkischen Spielklasse spielte. Nach einem Monat in der Saison verließ Nash jedoch den Verein bereits wieder, der stattdessen den bosnischen Alt-Internationalen Kenan Bajramović reaktivierte, und kehrte zu Naharija nach Israel zurück. Die Mannschaft verpasste jedoch am Saisonende auf dem neunten Platz wegen des schlechteren direkten Vergleichs den erneuten Einzug in die Meisterschafts-Play-offs.
Ende Oktober 2018 unterschrieb Nash bereits nach Saisonbeginn in Europa einen Vertrag in Litauen, wo er in der LKL für den Klub aus Prienai spielte. Doch bereits nach einem Monat verließ er diese Mannschaft wieder und kehrte nach Deutschland zurück, wo er zurück in Niedersachsen Anfang Dezember beim gut gestarteten Erstliga-Rückkehrer SC Rasta aus Vechta für zunächst einen Monat als Neuzugang vorgestellt wurde. Nach kurzen Zwischenstationen in Chile und der Dominikanischen Republik kehrte er für die Saison 2021/22 nach Vechta in die Basketball-Bundesliga zurück. Zur Spielzeit 2022/23 schloss er sich den Kirchheim Knights in der ProA an.